# Élections législatives de 1988 en Indre-et-Loire
Les élections législatives françaises de 1988 se déroulent les 5 et 12 juin 1988. Dans le département d'Indre-et-Loire, cinq députés sont à élire dans le cadre de cinq circonscriptions.

## Élus
| Circonscription | Député sortant        | Parti                 | Parti                 | Député élu ou réélu | Parti | Parti         |
| --------------- | --------------------- | --------------------- | --------------------- | ------------------- | ----- | ------------- |
| 1re             | Scrutin proportionnel | Scrutin proportionnel | Scrutin proportionnel | Jean Royer          |       | Divers droite |
| 2e              | Scrutin proportionnel | Scrutin proportionnel | Scrutin proportionnel | Bernard Debré       |       | RPR           |
| 3e              | Scrutin proportionnel | Scrutin proportionnel | Scrutin proportionnel | Christiane Mora     |       | PS            |
| 4e              | Scrutin proportionnel | Scrutin proportionnel | Scrutin proportionnel | Jean Proveux        |       | PS            |
| 5e              | Scrutin proportionnel | Scrutin proportionnel | Scrutin proportionnel | Jean-Michel Testu   |       | PS            |

## Positionnement des partis
L'UDF et le RPR se présentent unis sous l'étiquette « Union du Rassemblement et du Centre » tandis que les candidats du Parti socialiste se rangent sous la bannière de la « Majorité présidentielle pour la France unie », slogan de la campagne présidentielle de François Mitterrand.

## Résultats

### Résultats à l'échelle du département
| Parti          | Parti                               | Premier tour | Premier tour | Second tour | Second tour | Sièges |
| Parti          | Parti                               | Voix         | %            | Voix        | %           | Sièges |
| -------------- | ----------------------------------- | ------------ | ------------ | ----------- | ----------- | ------ |
|                | Union pour la démocratie française  | 46 126       | 20,72        | 71 670      | 34,97       | 0      |
|                | Divers droite                       | 30 230       | 13,58        |             |             | 1      |
|                | Rassemblement pour la République    | 20 726       | 9,31         | 26 218      | 12,79       | 1      |
|                | Union du Rassemblement et du Centre | 97 082       | 43,61        | 97 888      | 47,77       | 2      |
|                |                                     |              |              |             |             |        |
|                | Parti socialiste                    | 82 662       | 37,13        | 107 030     | 52,23       | 3      |
|                | Divers gauche (Maj. prés.)          | 9 304        | 4,18         |             |             | 0      |
|                | La France unie                      | 91 966       | 41,31        | 107 030     | 52,23       | 3      |
|                |                                     |              |              |             |             |        |
|                | Front national                      | 17 221       | 7,74         |             |             | 0      |
|                | Parti communiste français           | 16 349       | 7,34         | 0           |             |        |
|                |                                     |              |              |             |             |        |
| Inscrits       | Inscrits                            | 351 595      | 100,00       | 295 280     | 100,00      | 5      |
| Abstentions    | Abstentions                         | 124 413      | 35,39        | 85 330      | 28,9        |        |
| Votants        | Votants                             | 227 182      | 64,61        | 209 950     | 71,1        |        |
| Blancs et nuls | Blancs et nuls                      | 4 564        | 2,01         | 5 032       | 2,4         |        |
| Exprimés       | Exprimés                            | 222 618      | 97,99        | 204 918     | 97,6        |        |

### Résultats par circonscription

#### Première circonscription (Tours)
|                | Jean Royer sortant réélu | Divers droite (URC) | 16 643 | 50,11  |  |  |  |
|                | Jean Germain             | PS                  | 11 010 | 33,15  |  |  |  |
|                | Jean Verdon              | FN                  | 2 664  | 8,02   |  |  |  |
|                | Pierre Texier            | PCF                 | 1 929  | 5,81   |  |  |  |
|                | Jacques Pouillault       | Divers droite       | 970    | 2,92   |  |  |  |
|                |                          |                     |        |        |  |  |  |
| Inscrits       | Inscrits                 | Inscrits            | 56 277 | 100,00 |  |  |  |
| Abstentions    | Abstentions              | Abstentions         | 22 670 | 40,28  |  |  |  |
| Votants        | Votants                  | Votants             | 33 607 | 59,72  |  |  |  |
| Blancs et nuls | Blancs et nuls           | Blancs et nuls      | 391    | 1,16   |  |  |  |
| Exprimés       | Exprimés                 | Exprimés            | 33 216 | 98,84  |  |  |  |

#### Deuxième circonscription (Amboise)
| Candidat       | Candidat                    | Parti          | Premier tour | Premier tour | Second tour | Second tour |  |
| Candidat       | Candidat                    | Parti          | Voix         | %            | Voix        | %           |  |
| -------------- | --------------------------- | -------------- | ------------ | ------------ | ----------- | ----------- |  |
|                | Bernard Debré sortant réélu | RPR (URC)      | 20 726       | 43,8         | 26 218      | 50,99       |  |
|                | Jean-Jacques Filleul        | PS             | 19 061       | 40,28        | 25 200      | 49,01       |  |
|                | Marie-Renée Maissen         | FN             | 3 897        | 8,24         |             |             |  |
|                | Lucette Chapeau             | PCF            | 3 633        | 7,68         |             |             |  |
|                |                             |                |              |              |             |             |  |
| Inscrits       | Inscrits                    | Inscrits       | 72 395       | 100,00       | 72 382      | 100,00      |  |
| Abstentions    | Abstentions                 | Abstentions    | 24 043       | 33,21        | 19 808      | 27,37       |  |
| Votants        | Votants                     | Votants        | 48 352       | 66,79        | 52 574      | 72,63       |  |
| Blancs et nuls | Blancs et nuls              | Blancs et nuls | 1 035        | 2,14         | 1 156       | 2,2         |  |
| Exprimés       | Exprimés                    | Exprimés       | 47 317       | 97,86        | 51 418      | 97,8        |  |

#### Troisième circonscription (Loches)
| Candidat       | Candidat                        | Parti          | Premier tour | Premier tour | Second tour | Second tour |  |
| Candidat       | Candidat                        | Parti          | Voix         | %            | Voix        | %           |  |
| -------------- | ------------------------------- | -------------- | ------------ | ------------ | ----------- | ----------- |  |
|                | James Bordas                    | UDF (PR) (URC) | 19 998       | 37,64        | 26 996      | 46,93       |  |
|                | Christiane Mora sortante réélue | PS             | 13 793       | 25,96        | 30 527      | 53,07       |  |
|                | Yves Maveyraud                  | diss. PS       | 9 304        | 17,51        |             |             |  |
|                | Marie-France Beaufils           | PCF            | 6 009        | 11,31        |             |             |  |
|                | Monique Guillemot               | FN             | 4 028        | 7,58         |             |             |  |
|                |                                 |                |              |              |             |             |  |
| Inscrits       | Inscrits                        | Inscrits       | 81 647       | 100,00       | 81 633      | 100,00      |  |
| Abstentions    | Abstentions                     | Abstentions    | 27 284       | 33,42        | 22 587      | 27,67       |  |
| Votants        | Votants                         | Votants        | 54 363       | 66,58        | 59 046      | 72,33       |  |
| Blancs et nuls | Blancs et nuls                  | Blancs et nuls | 1 231        | 2,26         | 1 523       | 2,58        |  |
| Exprimés       | Exprimés                        | Exprimés       | 53 132       | 97,74        | 57 523      | 97,42       |  |

#### Quatrième circonscription (Chinon)
| Candidat       | Candidat                   | Parti          | Premier tour | Premier tour | Second tour | Second tour |  |
| Candidat       | Candidat                   | Parti          | Voix         | %            | Voix        | %           |  |
| -------------- | -------------------------- | -------------- | ------------ | ------------ | ----------- | ----------- |  |
|                | Jean Proveux sortant réélu | PS             | 21 076       | 44,19        | 27 511      | 53,57       |  |
|                | Raymond Lory sortant       | UDF (PR) (URC) | 15 132       | 31,73        | 23 849      | 46,43       |  |
|                | Marc Jacquet               | Divers droite  | 5 244        | 11           |             |             |  |
|                | Didier Alriq               | FN             | 3 784        | 7,93         |             |             |  |
|                | Jean-Michel Bodin          | PCF            | 2 454        | 5,15         |             |             |  |
|                |                            |                |              |              |             |             |  |
| Inscrits       | Inscrits                   | Inscrits       | 74 794       | 100,00       | 74 785      | 100,00      |  |
| Abstentions    | Abstentions                | Abstentions    | 26 164       | 34,98        | 22 221      | 29,71       |  |
| Votants        | Votants                    | Votants        | 48 630       | 65,02        | 52 564      | 70,29       |  |
| Blancs et nuls | Blancs et nuls             | Blancs et nuls | 940          | 1,93         | 1 204       | 2,29        |  |
| Exprimés       | Exprimés                   | Exprimés       | 47 690       | 98,07        | 51 360      | 97,71       |  |

#### Cinquième circonscription (Langeais)
| Candidat       | Candidat                   | Parti          | Premier tour | Premier tour | Second tour | Second tour |  |
| Candidat       | Candidat                   | Parti          | Voix         | %            | Voix        | %           |  |
| -------------- | -------------------------- | -------------- | ------------ | ------------ | ----------- | ----------- |  |
|                | Jean-Michel Testu élu      | PS             | 17 722       | 42,95        | 23 792      | 53,32       |  |
|                | Renaud Donnedieu de Vabres | UDF (PR) (URC) | 10 996       | 26,65        | 20 825      | 46,68       |  |
|                | Michel Trochu              | Divers droite  | 7 373        | 17,87        |             |             |  |
|                | Arlette Di Francesco       | FN             | 2 848        | 6,9          |             |             |  |
|                | Jean-Jacques Leray         | PCF            | 2 324        | 5,63         |             |             |  |
|                |                            |                |              |              |             |             |  |
| Inscrits       | Inscrits                   | Inscrits       | 66 482       | 100,00       | 66 480      | 100,00      |  |
| Abstentions    | Abstentions                | Abstentions    | 24 252       | 36,48        | 20 714      | 31,16       |  |
| Votants        | Votants                    | Votants        | 42 230       | 63,52        | 45 766      | 68,84       |  |
| Blancs et nuls | Blancs et nuls             | Blancs et nuls | 967          | 2,29         | 1 149       | 2,51        |  |
| Exprimés       | Exprimés                   | Exprimés       | 41 263       | 97,71        | 44 617      | 97,49       |  |